# Saison 1959-1960 de la LIH
Saison précédente Saison suivante
La Saison 1959-1960 est la quinzième saison de la ligue internationale de hockey.
Les Saints de St. Paul remporte la Coupe Turner en battant les Komets de Fort Wayne en série éliminatoire.

## Saison régulière
Quatre nouvelles équipes joignent la ligue ; les Saints de St. Paul, les Falcons de Milwaukee, les Knights d'Omaha qui proviennent de la CPHL puis les Mavericks de Denver qui seront relocalisés durant cette même saison et qui deviendront les Millers de Minneapolis.
Les Bruins de Troy cessèrent leur activité avant le début de la saison, en raison de difficultés financières. Les Mercurys de Toledo prennent le nom pour cette saison des Mercurys de Toledo-St.Louis.

### Classement de la saison régulière
| Clt   | Équipe                      | PJ | V  | D  | N | BP  | BC  | Pts |
| ----- | --------------------------- | -- | -- | -- | - | --- | --- | --- |
| +001, | Komets de Fort Wayne        | 68 | 50 | 16 | 2 | 312 | 187 | 102 |
| +002, | Rebels de Louisville        | 68 | 37 | 30 | 1 | 303 | 276 | 75  |
| +003, | Mercurys de Toledo-St.Louis | 68 | 28 | 36 | 4 | 266 | 298 | 60  |
| +004, | Chiefs d'Indianapolis       | 68 | 25 | 40 | 3 | 234 | 322 | 53  |

- Champion de division
- Qualifié pour les séries éliminatoires

| Clt   | Équipe                                      | PJ | V  | D  | N | BP  | BC  | Pts |
| ----- | ------------------------------------------- | -- | -- | -- | - | --- | --- | --- |
| +001, | Saints de St. Paul                          | 68 | 41 | 21 | 6 | 261 | 188 | 88  |
| +002, | Mavericks de Denver/ Millers de Minneapolis | 68 | 39 | 27 | 2 | 297 | 233 | 80  |
| +003, | Falcons de Milwaukee                        | 67 | 24 | 42 | 1 | 251 | 314 | 49  |
| +004, | Knights d'Omaha                             | 67 | 15 | 47 | 5 | 198 | 303 | 35  |

- Champion de division
- Qualifié pour les séries éliminatoires

### Meilleurs pointeurs
| Joueur            | Équipe             | PJ | B  | A  | Pts | Pun |
| ----------------- | ------------------ | -- | -- | -- | --- | --- |
| Chick Chalmers    | Louisville         | 68 | 41 | 93 | 134 | 4   |
| Billy Reichart    | Denver/Minneapolis | 68 | 56 | 70 | 126 | 50  |
| Adolph Kukulowicz | St. Paul           | 68 | 38 | 80 | 118 | 57  |
| Len Ronson        | Fort Wayne         | 68 | 62 | 47 | 109 | 53  |
| Len Thornson      | Fort Wayne         | 67 | 36 | 71 | 107 | 6   |
| Ed Bartoli        | Louisville         | 55 | 48 | 50 | 98  | 229 |
| Eddie Dudych      | Louisville         | 68 | 50 | 43 | 93  | 36  |
| Reg Primeau       | Milwaukee          | 57 | 39 | 51 | 90  | 22  |
| Joe Kastelic      | Louisville         | 68 | 42 | 47 | 89  | 26  |
| Bob McCusker      | Fort Wayne         | 67 | 34 | 55 | 89  | 56  |

## Séries éliminatoires
Les séries éliminatoires se déroule du 22 mars au 18 avril. Les vainqueurs des demi-finales s'affrontent pour l'obtention de la Coupe Turner.

### Tableau
|  | Demi-finales           | Demi-finales       |                      |   | Finale | Finale |
|  | Demi-finales           | Demi-finales       |                      |   | Finale | Finale |
|  |                        |                    |                      |   |        |        |
|  |                        |                    |                      |   |        |        |
|  |                        |                    |                      |   |        |        |
|  | Komets de Fort Wayne   | 4                  |                      |   |        |        |
|  | Komets de Fort Wayne   | 4                  |                      |   |        |        |
|  | Rebels de Louisville   | 2                  |                      |   |        |        |
|  | Rebels de Louisville   | 2                  | Komets de Fort Wayne | 3 |        |        |
|  |                        |                    | Komets de Fort Wayne | 3 |        |        |
|  |                        | Saints de St. Paul | 4                    |   |        |        |
|  | Saints de St. Paul     | Saints de St. Paul | 4                    | 4 |        |        |
|  | Saints de St. Paul     |                    |                      | 4 |        |        |
|  | Millers de Minneapolis | 2                  |                      |   |        |        |
|  | Millers de Minneapolis | 2                  |                      |   |        |        |

### Demi-finales
Pour les demi-finales, l'équipe ayant terminé au premier rang de la division Est lors de la saison régulière, les Komets de Fort Wayne, affrontent l'équipe ayant terminé au deuxième rang, les Rebels de Louisville, puis celle ayant fini au premier rang de la division Ouest, les Saints de St. Paul, font face à l'équipe ayant pris la deuxième place, les Millers de Minneapolis. Pour remporter les demi-finales, les équipes doivent obtenir quatre victoires.
| Date      | Équipe à domicile    | Score | Équipe visiteuse     |
| --------- | -------------------- | ----- | -------------------- |
| 22 mars   | Komets de Fort Wayne | 2-1   | Rebels de Louisville |
| 24 mars   | Komets de Fort Wayne | 0-2   | Rebels de Louisville |
| 26 mars   | Komets de Fort Wayne | 4-3   | Rebels de Louisville |
| 29 mars   | Rebels de Louisville | 2-1   | Komets de Fort Wayne |
| 1er avril | Rebels de Louisville | 0-4   | Komets de Fort Wayne |
| 2 avril   | Rebels de Louisville | 1-2   | Komets de Fort Wayne |

Les Komets de Fort Wayne remportent la série 4 victoires à 2.
| Date    | Équipe à domicile      | Score | Équipe visiteuse       |
| ------- | ---------------------- | ----- | ---------------------- |
| 22 mars | Millers de Minneapolis | 2-0   | Saints de St. Paul     |
| 25 mars | Millers de Minneapolis | 1-4   | Saints de St. Paul     |
| 27 mars | Millers de Minneapolis | 5-3   | Saints de St. Paul     |
| 29 mars | Saints de St. Paul     | 3-0   | Millers de Minneapolis |
| 31 mars | Saints de St. Paul     | 4-1   | Millers de Minneapolis |
| 2 avril | Saints de St. Paul     | 3-1   | Millers de Minneapolis |

Les Saints de St. Paul remportent la série 4 victoires à 2.

### Finale
La finale oppose les vainqueurs de leur série respectives, les Komets de Fort Wayne et les Saints de St. Paul. Pour remporter la finale les équipes doivent obtenir quatre victoires.
| Date     | Équipe à domicile    | Score   | Équipe visiteuse     |
| -------- | -------------------- | ------- | -------------------- |
| 7 avril  | Saints de St. Paul   | 5-3     | Komets de Fort Wayne |
| 9 avril  | Saints de St. Paul   | 3-0     | Komets de Fort Wayne |
| 12 avril | Komets de Fort Wayne | 8-0     | Saints de St.Paul    |
| 14 avril | Komets de Fort Wayne | 4-5 (P) | Saints de St. Paul   |
| 16 avril | Komets de Fort Wayne | 5-3     | Saints de St. Paul   |
| 17 avril | Komets de Fort Wayne | 8-4     | Saints de St. Paul   |
| 18 avril | Komets de Fort Wayne | 1-3     | Saints de St. Paul   |

Les Saints de St. Paul remportent la série 4 victoires à 3.

### Effectifs de l'équipe championne
Voici l'effectif des Saints de St. Paul, champion de la Coupe Turner 1960:
- Entraineur : Fred Shero.
- Joueurs : Glenn Ramsay, Mickey Keating, Bob Cowan, Bud McRae, Danny Summers, Elliot Chorley, John Bailey, Bryan Derrett, Howie Hughes, Fred Brown, Wayne Larkin, Adolph Kukulowicz et Joe Lund.

## Trophées remis
| Trophée               | Description                       | Vainqueur            |
| --------------------- | --------------------------------- | -------------------- |
| Coupe Turner          | Champion des séries éliminatoires | Saints de St. Paul   |
| Trophée Fred-A.-Huber | Champion de la saison régulière   | Komets de Fort Wayne |

| Trophée                     | Description                                         | Vainqueur                                  |
| --------------------------- | --------------------------------------------------- | ------------------------------------------ |
| Trophée George-H.-Wilkinson | Meilleur pointeur                                   | Chick Chalmers des Rebels de Louisville.   |
| Trophée James-Gatschene     | Joueur MVP                                          | Billy Reichart des Millers de Minneapolis. |
| Trophée James-Norris        | Gardien avec la plus faible moyenne de buts alloués | Reno Zanier des Komets de Fort Wayne.      |